# مؤسسة ثقافية

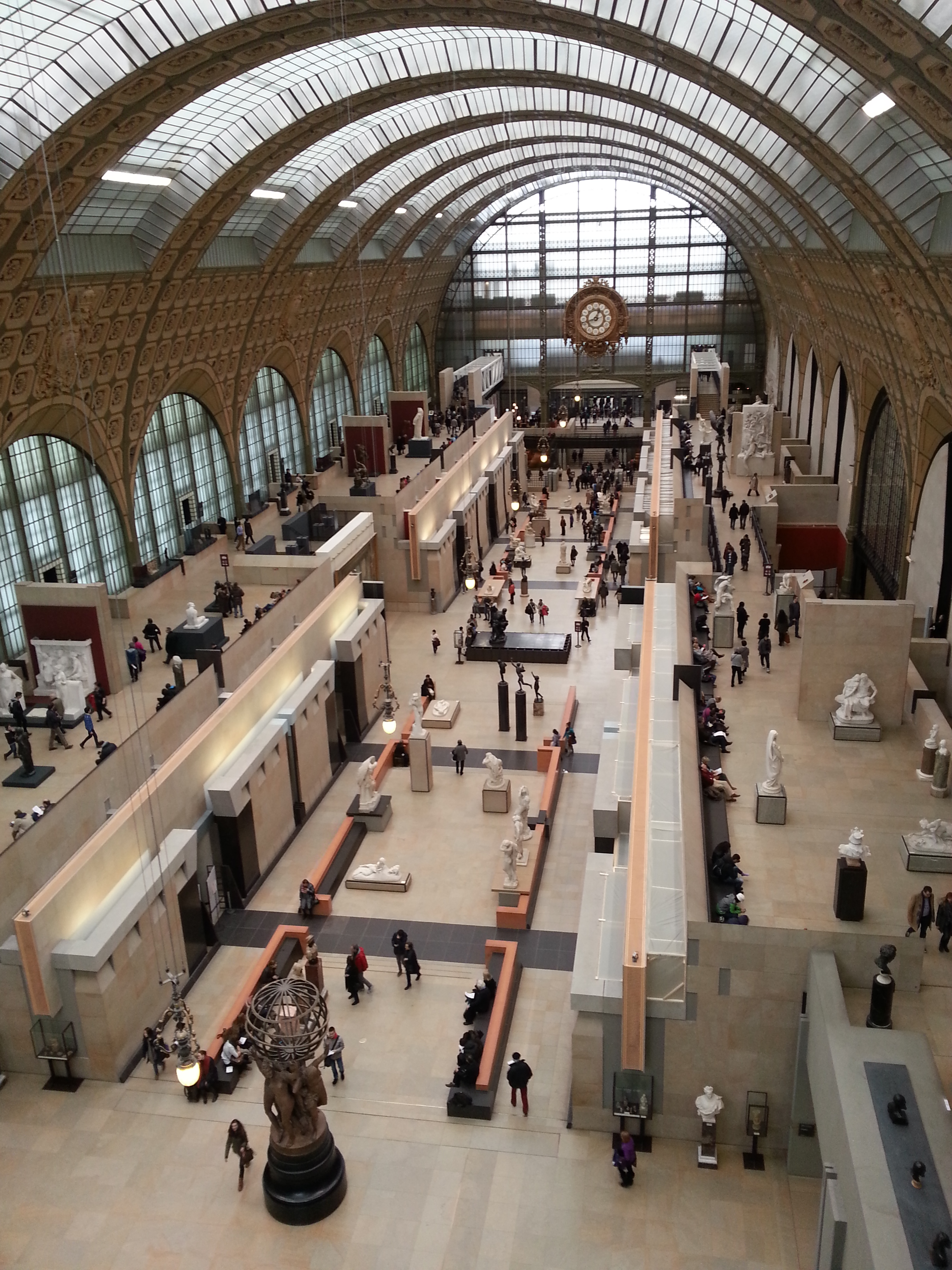

المؤسسة الثقافية هي منظمة تتضمن ثقافة أو ثقافة فرعية وتعمل من أجل الحفاظ أو الترويج للثقافة. ويستخدم هذا المصطلح وخصوصا من قبل المؤسسات العامة والخيرية، ولكن المصطلح يمكن أن يتضمن امور واسعة جدا. من الأمثلة عن المؤسسات الثقافية في المجتمع الحديث هي المتاحف والمكتبات ودور المحفوظات والكنائس والمعارض الفنية.